# ハワイモンクアザラシ
ハワイモンクアザラシ（Monachus schauinslandi）は、ネコ目（食肉目）アザラシ科モンクアザラシ属に分類される鰭脚類。別名タイヘイヨウモンクアザラシ。 ハワイ語ではʻIlio-holo-i-ka-uauaという。

## 分布
アメリカ合衆国（北西ハワイ諸島）固有種。ハワイ島で見られることもあり、ウェーク島、ジョンストン島、パルミラ環礁での発見例もある。

## 形態
体長オス210センチメートル、メス230センチメートル。体重オス150-200キログラム、メス250-270キログラム。
出産直後の幼獣は全身の毛衣が黒い。オスの成獣（およびメスの成獣の一部）は全身の毛衣が褐色で、不規則に斑紋が入る個体もいる。幼獣やメスの成獣は換毛直後は背面の毛衣が灰色、腹面の毛衣が淡灰色で、時間経過に伴い背面が褐色、腹面が黄色みを帯びる。

## 生態
食性は動物食で、少なくとも沿岸域では魚類、甲殻類、軟体動物を食べる。
繁殖形態は胎生。12-翌8月（主に3-5月）に茂みで1回に1頭の幼獣を隔年（年に1回産むこともある）で産む。授乳期間は5-6週間。メスは生後5年で初産を迎える。寿命は30年。

## 人間との関係
乱獲、人間による撹乱（繁殖地への侵入による育児放棄）などにより生息数は激減した。また生息数は減少していることに加えてサメによる襲撃、漁業による混獲、サンゴ礁破壊によるシガテラ中毒も生息数増加の妨げになっていると推定されている。
2008年、ハワイ州の州哺乳動物（State Mammal）に指定された。